# Potimirim potimirim
Potimirim potimirim is een garnalensoort uit de familie van de Atyidae. De wetenschappelijke naam van de soort is voor het eerst geldig gepubliceerd in 1881 door Müller.